# Katharine Merry

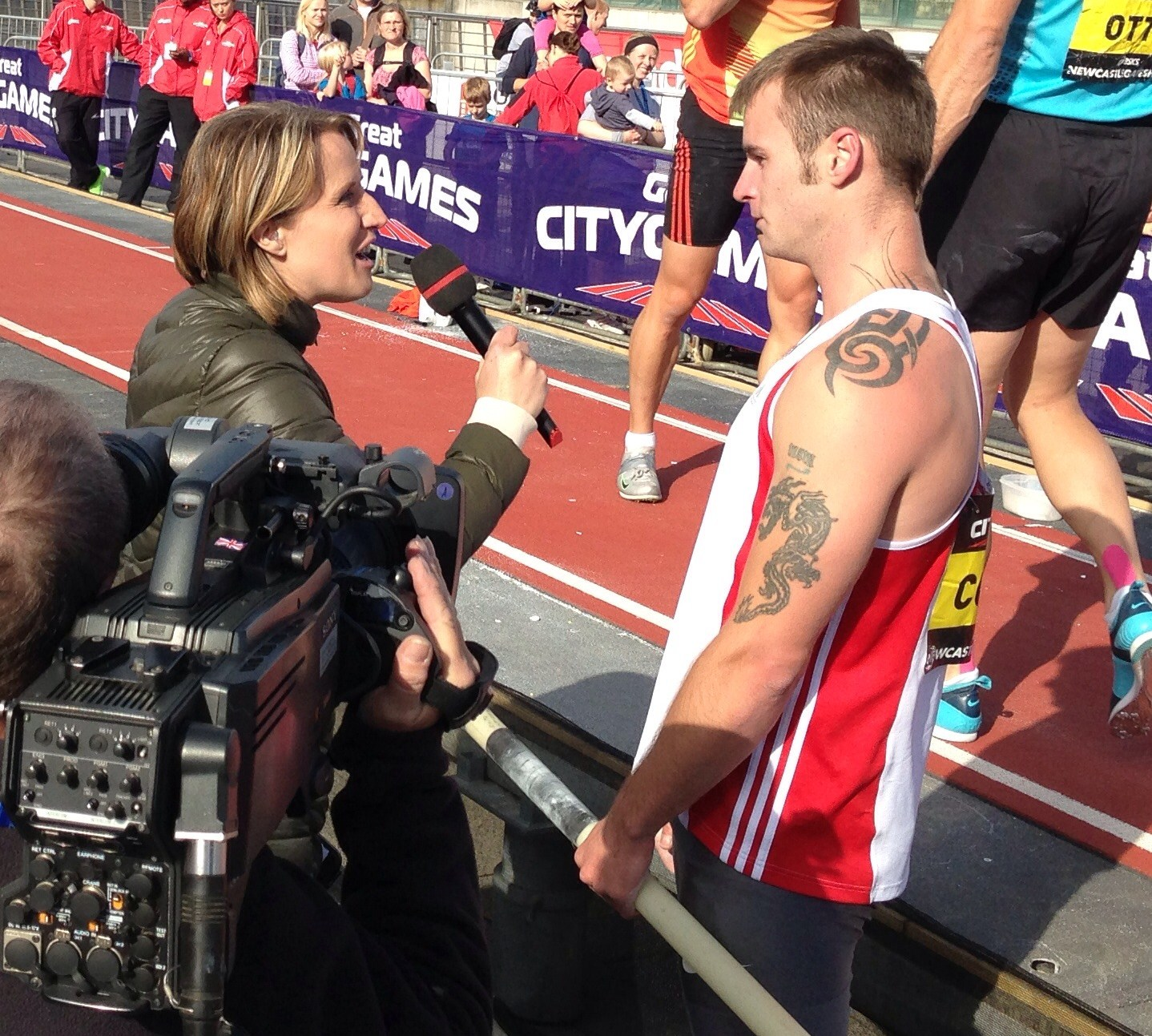
Katharine Merry

Katharine Merry (* 21. September 1974 in Dunchurch, Rugby) ist eine britische Leichtathletin und Olympiadritte.
Bereits bei den europäischen Juniorenmeisterschaften 1993 gewann sie 5 Medaillen, davon 2 Goldmedaillen über 200 m und 4 × 100 m. Bei den nationalen britischen Meisterschaften gewann sie 1998 Gold über 200 m und 1999 ebenfalls Gold über 400 m. Bei den Leichtathletik-Weltmeisterschaften 1999 wurde sie Fünfte über 400 m.
Ihr größter Erfolg ist der Gewinn der Bronzemedaille über 400 m bei den Olympischen Spielen 2000 in Sydney hinter Cathy Freeman (AUS) und Lorraine Graham (JAM). Ein Jahr später lief sie mit 49,59 s ihre Bestzeit. Verletzungen machten jedoch danach eine Fortsetzung ihrer Karriere unmöglich, so dass sie 2005 offiziell ihren Rücktritt vom Sport verkündete.